# Weißenfels-Zeitzer Bergwerksverein
Der Weißenfels-Zeitzer Bergwerksverein war ein Arbeitgeberverband der mitteldeutschen Braunkohleindustrie.
Gegründet wurde er 1884 infolge von Tarifauseinandersetzungen zwischen den braunkohleproduzierenden Betrieben im Weißenfelser Revier und den dort tätigen Eisenbahngesellschaften. Mitglied waren zunächst elf Unternehmungen, darunter die Naumburger Braunkohlen AG (Naumburg), die Prehlitzer Braunkohlen AG, die Rehmsdorfer Mineralöl- und Paraffinfabrik (Rehmsdorf), die Waldauer Braunkohlen-Industrie AG (Zeitz), die Streckauer Braunkohlenwerke Boeters & Co (Weißenfels), die A. Riebeck’schen Montanwerke AG (Halle/Saale) und die Werschen-Weißenfelser Braunkohlen AG (Halle/Saale). Sie vertraten 41 Braunkohlegruben, 7 Brikettfabriken, 26 Naßpressen, 24 Schwelereien und 7 Mineralölfabriken mit einer Belegschaft von 4550 Mann.
Neben den Bahntarifen spielten für die Tätigkeit des Verbandes vor allem Lohnfragen und andere Arbeiterangelegenheiten eine Rolle. Ergebnis war unter anderem eine gemeinsame Arbeitsordnung. Der Zusammenschluss war zunächst lose. Gegenseitige Konsultationen nahmen erst mit dem stärkeren Organisationsgrad der Arbeiterschaft und zunehmenden Streiks zu.
Noch Ende der 1890er Jahre schieden die nichtpreußischen Unternehmungen aus dem Verbund aus und schlossen sich der Vereinigung Meuselwitz-Rositzer Braunkohlenwerke an. 1898 bestand der Weißenfels-Zeitzer-Bergwerksverein nur noch aus sechs Mitgliedsunternehmungen. Ab 1908 wurde die Kooperation mit dem Halleschen Bergwerksverein verstärkt. 1917 wurden beide Vereinigungen unter dem Namen des Letzteren vereinigt.